# Эпиналь (футбольный клуб)
«Эпиналь» — французский футбольный клуб из одноимённого города, в настоящий момент выступает в Лиге Насьональ, третьем по силе дивизионе Франции.

## История
Клуб был основан 15 января 1941 года в результате слияния «Стад Сен-Мишель» (основан в 1918 году) и «Спортивного клуба Спиналье» (основан в 1928 году). С 1979 по 1984 и с 1990 по 1993, затем с 1995 по 1997 года «Эпиналь» играл в Лиге 2 и имел статус профессионального клуба.
В сезоне 1995/96 «Эпиналь» добился самой значимой победы в своей истории, обыграв в рамках Дивизиона 2 «Олимпик» из Марселя 2:0 на глазах у 6315 зрителей. В сезоне 1996/97 клуб испытывал катастрофические проблемы, в результате чего занял последнее место и вылетел в Лигу Националь. В конце сезона 1997/1998 «Эпиналь» объявил о своём банкротстве, вследствие чего ему пришлось играть в Региональной лиге, где клуб оставался на протяжении пяти сезонов. В сезоне 2002/2003 «Эпиналь» занял первое место в своей Региональной лиге, и уже в следующем сезоне в ЛЧФ2 занял также первую строчку в турнирной таблице и вышел в Любительский чемпионат Франции по футболу. В течение четырёх сезонов клубу удавалось удерживаться в лиге.
В сезоне 2007/2008 «Эпиналь» занял последнее 16 место и вылетел, но на следующий сезон клуб снова смог вернуться. 5 января 2008 года в рамках кубка Франции по футболу «Эпиналь» принимал на Стад де ла Коломбье «Пари Сен-Жермен», но не сумел обыграть парижан 0-2. В сезоне 2008/2009 клуб выходит в Любительский чемпионат Франции по футболу с первого места.
В сезоне 2010/2011 вышел в Национальную Лигу со второго места, имея только одно поражение в чемпионате, что стало первым появлением здесь после 13 лет отсутствия. «SAS» и провел два сезона, заняв в первом из них 5 место, а в следующем — 18, что означало вылет в Любительский чемпионат Франции по футболу. «Эпиналь» выиграл свою группу в четвёртом французском дивизионе, опередив на 3 очка «Мулен». Этот успех вновь позволил команде вернуться в полупрофессиональную лигу. Тем не менее в третьем дивизионе закрепиться не удалось: добыв лишь две победы по ходу сезона, и ещё 9 раз сыграв вничью, «Эпиналь» вылетел с 18-го и последнего места в Любительский чемпионат Франции по футболу. Но, благодаря финансовым проблемам у целого ряда команд: «Ле Пуаре-сюр-Ви», «Истра» и «Арль-Авиньона» коллектив сохранил место в третьем дивизионе.

## Достижения
- 10 сезонов в Лиге 2
- Лига 3
  - 1 место: 1990, 1995
  - 2 место: 1974
- Любительский чемпионат Франции по футболу
  - 1 место: 1971
  - 2 место: 1984, 2011

## Известные игроки
- Салиф Диао
- / Огюст Жордан
- / Мусса Безаз
- Пьер Плеимельден